# كاتيا زاركوفا
{{صندوق معلومات عارضة أزياء
| name          = كاتيا زاركوفا
| image         = 
| caption       = زاركوفا في أكتوبر 2013
| birth_date    = 30 أكتوبر 1981

 
| birth_place   = مينسك، بيلاروسيا
| occupation    = Plus-size model
| yearsactive   =
| height        = 5 قدم 10 بوصة (1.78 م)
| haircolour    = شقراء
| eyecolour     = بني 
| agency        = عارضات فيلهيلمينا
عارضات بريجيت 
| website       = الموقع الرسمي

كاتيا زاركوفا (البيلاروسية: Кацярына Жаркова) ممثلة وعارضة أزياء بلس سايز بيلاروسية.

## روابط خارجية
- الموقع الرسمي
- Plus Size Models